# Леди-призрак (фильм)
«Леди-призрак» (англ. Phantom Lady) — кинофильм режиссёра Роберта Сиодмака, вышедший на экраны в 1944 году.
Фильм поставлен по одноименному роману признанного автора детективных романов Корнелла Вулрича, издавшему его под псевдонимом Уильям Айриш.
Картина рассказывает о молодой ассистентке руководителя инженерного бюро, которая после его осуждения за убийство жены проводит самостоятельное расследование и находит настоящего преступника. Ей приходится искать таинственную призрачную свидетельницу по уникальной шляпке, а также преодолевать сопротивление маньяка, который тщательно скрывает следы своих преступлений, не гнушаясь подкупом, шантажом и убийствами свидетелей.
Это первый из серии нуаров Сиодмака, поставленных им в Голливуде.

## Сюжет
В баре «У Ансельмо» в Нью-Йорке инженер Скотт Хендерсон (Алан Кёртис) заговаривает с загадочной грустной леди в запоминающейся шляпке (Фэй Хелм). Скотт предлагает ей два билета на музыкальное шоу, которыми не может воспользоваться сам, но она соглашается пойти только после того, как Скотт вызывается составить ей компанию. При этом она ставит условие, чтобы они не говорили ни на какие личные темы и даже не называли своих имён. На представлении в театре они сидят в первом ряду, и дама привлекает внимание барабанщика в оркестре Клиффа (Элиша Кук-младший), а также солистки Эстелы Монтейро (Аврора Миранда), которая впадает в ярость от того, что на леди точно такая же уникальная шляпка, которая есть только у неё. После представления Скотт провожает леди обратно в бар, где они познакомились, и они по-дружески прощаются.
Вернувшись в свою квартиру, Скотт встречает там детектива Берджеса (Томас Гомес) с двумя помощниками. Он с ужасом узнаёт, что его жена Марсела задушена одним из его галстуков. На вопрос, когда он видел последний раз Марселу, Скотт говорит, что видел ту в семь часов вечера после вечеринки у них дома в связи с годовщиной свадьбы, на которую были приглашены один из важных клиентов Скотта и его лучший друг, скульптор Джек Марлоу (Франшо Тоун), который в тот же вечер уезхал в Бразилию. После вечеринки Скотт пригласил Марселу в ресторан, но она отказалась идти, из-за чего он и оказался в «У Ансельмо» в одиночестве. Здесь выясняется что брак Скотта и Марселы давно трещит по швам — красивая и избалованная Марсела прямым текстом заявила мужу, что будет изменять ему, но и разводиться тоже не собирается. История Скотта о незнакомой леди воспринимается полицейскими скептически, потому что всё, что он о ней запомнил, это её причудливая шляпа, из-за чего у Скотта нет подтверждённого алиби на период смерти жены.  
На следующее утро в офисе Хендерсона его ассистентка Кэрол Ричман (Элла Рейнс) узнаёт о произошедшем из газеты. Полиция вместе со Скоттом отправляется проверять его алиби, но названные им свидетели — бармен и таксист, который подвозил их до театра — утверждают, что Скотт был один, и они не видели никакой леди вместе с ним. Солистка шоу Эстела в свою очередь отказывается признать, что обратила внимание в зале на даму и утверждает, что ничего не знает ни про какую шляпу (свою она в тот же вечер уничтожила). Алиби Хендерсона разваливается, его дело передают в суд, где его признают виновным. Кэрол, которая влюблена в Скотта, приходит к нему в тюрьму и спрашивает, как ему помочь. Скотт отвечает, что для подачи апелляции и проведения повторного расследования нужно нанимать адвоката, но у него больше нет денег, а из их друзей ему мог бы помочь только Марлоу, который сейчас за границей. Скотт считает, что дальнейшая борьба бесполезна, если не удастся найти таинственную леди в шляпке, которая будет его алиби.
Кэрол решает начать собственное расследование. Она идёт в бар «У Ансельмо» и в течение трёх дней внимательно следит за барменом, а после работы сопровождает его до дома. В определенный момент своим поведением Кэрол доводит бармена до того, что он уже собирается столкнуть её под колеса проходящего поезда метро, но в последний момент его пугает случайная свидетельница. В конце концов, нервы бармена не выдерживают, и он сам заговаривает с Кэрол, сознаваясь, что его подкупили и заставили молчать о таинственной леди, после чего он случайно попадет под колёса проезжающего автомобиля. В удрученном состоянии Кэрол возвращается домой, где её ожидает инспектор Берджес. Он говорит, что у него всё же возникли сомнения в деле Скотта и поэтому он соглашается помочь Кэрол в расследовании дела как частное лицо.
Кэрол привлекательно одевается и идёт в театр, садится на то же место, где сидела таинственная леди, и начинает заигрывать с барабанщиком Клиффом. После концерта он приглашает её к себе домой. Изрядно выпив в пути и расслабившись, Клифф сознаётся, что некий мужчина заплатил ему 500 долларов за то, чтобы он никому не рассказывал о леди в шляпке. Но тут он случайно находит у Кэрол в сумочке листок-справку с его данными и догадывается, что она просто пришла за информацией. Между ними начинается борьба, но Кэрол удается убежать и из магазина напротив она звонит Берджесу. Тем временем в квартиру Клиффа проникает мужчина, который душит Клиффа шейным платком за то, что тот проговорился Кэрол. Кэрол и Берджес застают уже мертвого Клиффа.
Кэрол приходит к Скотту в тюрьму и узнаёт, что апелляция отклонена и через две с половиной недели его ожидает смертная казнь. В этот момент к Скотту приходит и Джек Марлоу, который оказывается убийцей Клиффа. Джек решает присоединиться к Кэрол и Берджесу. Втроём они идут на вечеринку, завершающую театральный сезон, с намерением поговорить с Эстелой. Однако кто-то поменял ей билеты, и она уже уехала, освободив гримерку. Берджесс начинает рассуждать о личности преступника, давая ему характеристику и обещая непременно поймать, чем доводит Марлоу до потери сознания. Тем временем Берджессу звонят из управления — он должен срочно уехать в командировку на несколько дней.
Кэрол идёт к Эстелле в гостиницу в последней надежде, но не успевает застать её и там. Однако при погрузке её вещей Кэрол замечает шляпную коробку из ателье Кеттиши. Кэрол направляется к шляпнице, где одна из работниц сознается, что за 50 долларов сделала копию шляпки Монтейро по просьбе богатой клиентки их ателье некой Энн Терри, которая живёт на Лонг-Айленде. Кэрол вместе с Джеком приезжают туда, но обнаруживают, что Энн находится в глубокой депрессии из-за смерти её жениха. Однако Кэрол удаётся с ней поговорить и даже получить в подарок ту самую шляпку. По дороге домой Кэрол просит Марлоу позвонить Берджессу, сообщить о находке и пригласить его на встречу, однако Марлоу обманывает её и никому не звонит. Они приезжают к Марлоу домой, садятся пить чай. Кэрол говорит, что шляпка спасет Скотта, а Берджесс найдёт убийцу, что приводит к сильному приступу головной боли у Марлоу. Он ложится, а Кэрол бродит по квартире, случайно обнаруживая в его комоде записку-справку про Клиффа из полиции и свою сумочку, которую не успела захватить, убегая от последнего. Кэрол всё понимает и пытается позвонить в полицейское управление. Марлоу её подзывает, она входит в комнату и видит, что шляпка исчезла. Кэрол пытается убежать, но дверь заперта. 
Марлоу рассказывает, что это он убил Марселу, потому что он был её любовником, но, как и со Скоттом, она с ним просто «забавлялась». Он звал её с собой в Бразилию, но она отказалась и тогда он её убил. Чтобы повестить вину на Скотта, он сошёл со своего корабля перед самым отплытием и следил за ним весь тот вечер, а затем подкупил всех, кто видел Скотта в компании Энн Терри. После чего он самолёте сумел догнать свой корабль. Но затем в дело вмешалась Кэрол и Джеку пришлось устранять свидетелей. В припадке Джек заявляет, что он выше Скотта и всех остальных и потому имеет право убивать, приближаясь к Кэрол с галстуком в руках. В этот момент в квартиру вламывается Берджесс, после чего Марлоу выбрасывается в окно.
В последней сцене Берджесс, Кэрол и Скотт беседуют в офисе последнего. Скотт уходит, говоря, что оставил инструкции на диктофоне. Кэрол слушает запись, где после пары деловых поручений, следуют множество приглашений на ужин со Скоттом в последующие дни.

## В ролях
- Франшо Тоун — Джек Марлоу
- Элла Рейнс — Кэрол «Канзас» Ричмен
- Алан Кёртис — Скотт Хендерсон
- Аврора Миранда — Эстела Монтейро
- Томас Гомес — инспектор Берджес
- Фэй Хелм — Энн Терри
- Элиша Кук-младший — Клифф Милберн
- Эндрю Томбс — Мак, бармен
- Реджис Туми — детектив, жующий жвачку

В титрах не указаны
- Джозеф Крехан — детектив
- Гарри Кординг — слушатель в суде рядом с Кэрол «Канзас» Ричмен
- Беатрис Робертс — служанка Эстелы Монтейро
- Марис Риксон — блондинка

## Работа над фильмом
Этот фильм открыл Сиодмаку дорогу в число величайших режиссёров жанра нуар. Роберт Сиодмак начал работать как режиссёр в 1930 году в Германии, затем в 1934 году перебрался во Францию, и, наконец, в 1941 году заключил свой первый голливудский контракт. После нескольких проходных картин для студии «Парамаунт», Сиодмак «нашёл свою нишу на „Юнивёрсал“, студии, известной своим комбинированием экспрессионистской техники с голливудским неореализмом, в особенности, в жанрах хоррор и триллер. Опыт монтажа и съёмок во Франции на сравнительно малых бюджетах позволил Сиодмаку создать на „Юнивёрсал“ немало качественных фильмов, которые смотрелись очень хорошо, хотя и не были дорогими в производстве». «Леди-призрак» стал дебютом для Сиодмака в жанре нуар. За ним последовали такие выдающиеся жанра, как «Странное дело дяди Гарри» (1945), «Винтовая лестница» (1945), «Убийцы» (1946, номинация на Оскар), «Тёмное зеркало» (1946), «Плач большого города» (1948) и «Крест-накрест» (1949)..
Наряду с Сиодмаком решающий вклад в создание данного фильма внесла продюсер Джоан Харрисон, которая была «истинной леди-призраком за сценой». Как замечает Босли Кроутер в «Нью-Йорк таймс», «что-то должно было произойти, когда бывшая протеже Альфреда Хичкока и бывший режиссёр немецких фильмов ужасов объединились на площадке „Юнивёрсал“ — нечто суровое и безжалостное, погружённое в ползучую болезненность и мрак». Кинокритик Пол Татара пишет: «Продюсер Джоан Харрисон, которая вошла в киноиндустрию под руководством Альфреда Хичкока, была сама увлекательной личностью, одной из немногих продюсеров-женщин, которые оставили свой след в находящемся под полным мужским доминированием Голливуде 1940-х годов». После завершения учёбы в Оксфорде и Сорбонне Харрисон некоторое время занималась журналистикой, а затем устроилась личным секретарём к Альфреду Хичкоку. Работая под его руководством, Харрисон «начала расти по кинематографической лестнице, поднявшись до сценариста фильмов „Ребекка“ (1940), „Подозрение“ (1941) и „Диверсант“ (1942). Она участвовала во многих аспектах работы над этими фильмами, получив достаточные навыки для начала продюсерской работы».
Харрисон удалось уговорить руководство студии «Юнивёрсал» дать ей возможность продюсировать фильм по роману Корнелла Вулрича «Леди-призрак» с Сиодмаком в качестве режиссёра. «Это было не просто, так как женщины в то время редко могли говорить на равных с руководителями студий». Харрисон, вероятно, помогло то обстоятельство, «что „Леди-призрак“ в значительной степени должен был смотреться как картина Хичкока. Голливуд ничего так не любит, как повторять прошлые успехи, а Харрисон имела прекрасную родословную, идущую от Хичкока».

## Автор сценария и актёры
В основу сценария фильма был положен написанный в 1942 году одноимённый роман популярного американского автора «крутых детективов» Корнелла Вулрича. В 1940-50-е годы книги Вулрича были одними из наиболее востребованных для создания сценариев фильмов нуар и криминальных драм. Среди нескольких десятков кинокартин, поставленных по его произведениям, наиболее заметными стали фильмы нуар «Чёрный ангел» (1946), «У ночи тысяча глаз» (1948), «Окно» (1949), «Не её мужчина» (1950) и шедевр Альфреда Хичкока «Окно во двор» (1954). В 1960-е годы по книгам Вулрича французский режиссёр Франсуа Трюффо поставил фильмы «Невеста была в чёрном» (1968) и «Сирена с „Миссисипи“» (1969).
Главные роли в фильме исполнили Элла Рейнс и Франшо Тоун. Для дебютировавшей в кино в 1943 году Рейнс этот фильм стал настоящим прорывом к успеху. Вслед за ним она сыграла ещё в двух фильмах нуар Сиодмака — «Подозреваемый» (1944) и «Странное дело дяди Гарри» (1945), а также в нуарах других режиссёров, наиболее заметными среди которых стали «Грубая сила» (1947), «Паутина» (1947) и «Удар» (1949). Франшо Тоун дебютировал в Голливуде в 1932 году, обычно исполняя роли «любезных, учтивых плейбоев в смокинге или успешных светских прожигателей жизни». К числу наиболее памятных актёрских работ Тоуна относятся историческая приключенческая драма «Мятеж на „Баунти“» (1935, номинация на Оскар), военная драма по Э. М. Ремарку «Три товарища» (1938), увлекательный военный триллер «Пять гробниц по пути в Каир» (1943), психологический триллер «Тёмные воды» (1944) и криминальный триллер «Человек на Эйфелевой башне» (1949). Заметную роль второго плана сыграл Элиша Кук, актёр, «запомнившийся своими многочисленными ролями трусливых злодеев и худосочных невротиков». Кук запомнился яркими небольшими ролями в классических фильмах нуар «Ночной кошмар» (1941), «Мальтийский сокол» (1941), «Большой сон» (1946) и «Убийство» (1956), а позднее — в психологическом хорроре Романа Полански «Ребёнок Розмари» (1968).

## Оценка фильма критикой
Непосредственно после выхода на экраны «фильм рассматривался критиками как рядовой фильм категории В своего времени. Тем не менее, в итоге он принес прибыль, а с годами его репутация только росла. Сегодня картина справедливо рассматривается как один из лучших фильмов нуар».
В 1944 году кинокритик Босли Кроутер критически оценил картину, написав о ней в «Нью-Йорк таймс»: «Эта сказка о подвигах девушки, которая стремится доказать невиновность своего любимого в убийстве, которое он не совершал, становится скучной и в конце концов просто глупой… Скуку усиливает общий монотонный ход повествования. Можно подумать, что и сам режиссёр во время работы пару раз заснул». Современные критики, в основном, дают положительную оценку фильму. Так, Татара назвал фильм «мастерским произведением жанра фильм нуар, которое обеспечило взлёт американской карьере европейского режиссёра Роберта Сиодмака». «TimeOut» назвал фильм «первым американским успехом Сиодмака,… который стал образцом для серии классических безрадостных картин своего времени». Шварц оценил картину как «отличный образец фильма нуар 1940-х годов», отметив также, что он «принёс заметную пользу карьере режиссёра Роберта Сиодмака, став его первым крупным американским успехом». Дейв Кер из «Чикаго ридер», однако, выразил сомнение в столь высоких оценках, написав что «работа Роберта Сиодмака 1944 года часто приводится как классика фильма нуар по причинам, которые мне не ясны».
В своей неоднозначной характеристике фильма Кроутер пишет: «Нам бы хотелось рекомендовать этот фильм как идеальную комбинацию стилей, присущих Хичкоку и старым немецким психологическим фильмам, так как именно таковым он пытается быть. Фильм полон игры света и тени, мрачных атмосфер, острых реалистических образов и драматических звуковых вливаний. Люди сидят в сумрачных местах, музыка ревет из пустой темноты, а странные личности появляются и исчезают. Все выстроено очень серьёзно, создавая странное и беспокойное чувство. Но, к сожалению, мисс Харрисон и мистер Сиодмак забыли одну основополагающую вещь — обеспечить своей картине правдоподобный, реалистичный сюжет». С другой стороны, Брюс Эдер положительно характеризует картину как «один из тех странных фильмов, которые кишат промозглостью и болезнью — он наполнен героями, страдающими от неустроенности своей жизни и от несчастливых, даже тяжелых перспектив на будущее». Далее он пишет, что «экспрессионистская постановка Сиодмака по роману Корнелла Вулрича очень верна первоисточнику, перенося на экран авторское видение мрачного, пугающего, призрачного мира в поразительно живой манере», заканчивая словами: «Фильм выделяется даже своим видением Нью-Йорка, которое редко было столь художественным, и одновременно столь бесцеремонно зловещим по сравнению с любым другим фильмом крупных студий». Шварц замечает, что с одной стороны, «актёрская игра заслуживает похвалы, а разработка мира мрачного нуара выполнена очень сильно», но, с другой стороны, «в саму историю очень трудно поверить», подытоживая словами, что хотя «у фильма слишком много недостатков, которые невозможно не заметить, тем не менее он обладает гипнотическим воздействием — во многом благодаря полной воображения творческой режиссёрской работе Сиодмака».
Большинство критиков также высоко оценило режиссёрскую работу Сиодмака. Так, Татара написал, что «как режиссёр, Сиодмак заслуживает признания за успешную постановку „Леди-призрака“», добавив, что он «использовал экспрессионистскую режиссёрскую технику (с помощью оператора Элвуда Бределла), существенным образом улучшив слабый сценарий Бернарда С. Шонефельда». Эдер пишет, что «работая в тесном контакте с оператором Элвудом Бределлом, художниками и звуковиками, Сиодмак создал настоящую симфонию визуальных и психологических теней в этом, высоко ценимом и прошедшем испытание временем фильме нуар, который стал одной из лучших киноверсий какой-либо из книг Вулрича». По его мнению, фильм «настолько экспрессионистский по свету, художественной постановке и монтажу, что если бы его сняли в Германии 13 лет назад», все составляющие его компоненты выглядели бы точно также. Шварц разделяет это мнение, отмечая, что «немецкий экспрессионизм картины проявляется в смутных уличных фигурах, в отчаянном преследовании невинного и беспомощного человека», в то время, как «жаркие летние улицы бродвейской ночи придают фильму богатый нуаровый аромат и обеспечивают ему чисто американский характер». «TimeOut» также обращает внимание на «искажённые перспективы и драматическую постановку света Сиодмаком», который при этом мастерски проводит основную тематическую линию фильма. Высоко оценив «агрессивный экспрессионистский визуальный ряд Сиодмака», Кер далее пишет о фильме, что «это очень традиционный детектив с убийством, предлагая совсем немного метафизических сложностей, которые характеризуют лучшие образцы жанра». По его мнению, «фильмы режиссёра „Крест-накрест“ и „Плач большого города“ несравнимо сильнее, но „Леди-призрак“ имеет одну мощную нуаровую сцену, в которой Элиша Кук выдаёт сексуально возбуждающее барабанное соло в подвальном клубе».
Эдер характеризует актёрскую игру положительно, отметив, что фильм содержит «некоторые из лучших работ своего богатого, разнообразного актёрского состава — хотя Элла Рейнс и Томас Гомес исполнили много отличных работ в ту эпоху, их игра в этой картине — одна из их лучших». С другой стороны, Кроутер считает, что «Элла Рейнс даёт унылую игру, Франшо Тоун, который появляется во второй части картины, играет невротического парня очаровательно, Томас Гомес изображает неповоротливого детектива, а Элиша Кук гримасничает и глазеет как обезумевший от джаза барабанщик оркестра, который вполне созрел для тюрьмы».